# Fredro Starr
Fredro Starr, właśc. Fredro Scruggs (ur. 18 kwietnia 1971 w Nowym Jorku) – amerykański raper, aktor oraz współzałożyciel zespołu Onyx.
Jest kuzynem Sticky’ego Fingaza.

## Dyskografia
Studyjne
- Firestarr (2001)
- Don’t Get Mad Get Money (2003)
- Made in The Streets (2013)